# HD116748
HD116748 — хімічно пекулярна зоря спектрального класу A2, що має видиму зоряну величину в смузі V приблизно  8,7.
Вона  розташована на відстані близько 2695,5 світлових років від Сонця.